# Luisa Capitanio Santolini
Luisa Capitanio Santolini (Gondar, 25 febbraio 1940) è una politica italiana.

## Biografia
Luisa Capitanio nasce a Gondar (Etiopia), laureata in scienze biologiche e docente di ruolo nella scuola media superiore, si forma politicamente in ambienti cattolici molto vicini alla Democrazia Cristiana.
Alle elezioni politiche del 2006 è stata candidata ed è risultata eletta alla camera dei deputati per l'Unione dei Democratici Cristiani e di Centro nella circoscrizione Umbria.
Ha poi aderito alla Costituente di Centro ed è stata ricandidata e rieletta alle elezioni politiche del 2008 nella circoscrizione Veneto 2.
Da presidente del Forum delle Associazioni Familiari ha proposto sgravi fiscali particolari per le famiglie più numerose.
Ha fatto parte, anche come presidente, di vari organismi sia parlamentari che associativi riguardanti la vita umana e la famiglia. È stata presidente della "Fondazione Sublacense Vita e Famiglia" e della "Associazione Parlamentare Amici del Pakistan".

## Vita privata
Vive a Roma ed è sposata con l'ingegner Franco Santolini. Hanno due figlie.

## Opere
- Luisa Santolini (a cura di), La famiglia al centro. Problemi, prospettive, proposte, Roma, UDC, 200X.
- Luisa Santolini, Vittorio Sozzi (a cura di), La famiglia soggetto sociale. Radici, sfide, progetti, Roma, Città nuova, 2002, ISBN 88-311-2532-X.
- Luisa Santolini (a cura di), L'avventura necessaria. La famiglia al centro della società, Siena, Cantagalli, 2005, ISBN 88-8272-222-8.
- Luisa Santolini (a cura di), La comunità familiare e le scelte di fine vita, Siena, Cantagalli, 2010, ISBN 978-88-8272-507-5.